# Manu Wüst
Manuela «Manu» Wüst (* 27. September 1953 in Thalwil; † 25. Mai 2010) war eine Schweizer Journalistin. Sie war von 1991 bis 1996 Programmleiterin von DRS 3 und die erste Frau im obersten Führungsgremium von Schweizer Radio DRS.

## Leben
Wüst war von 1979 bis 1981 als Aufnahmeleiterin und Personaldisponentin bei der Zürcher Filmproduktionsfirma Condor Films und anschliessend als freischaffende Aufnahmeleiterin tätig. Bei DRS 3 absolvierte sie ab 1984 einen zweijährigen Stage in der Hintergrundsendung «Input». Danach arbeitete sie beim Schweizer Radio DRS als Redaktorin und Moderatorin in verschiedenen Sendungen. 1990 wurde sie zur Produzentin von DRS 3 und 1991 zur Programmleiterin ernannt.
1996 verliess Wüst das Schweizer Radio DRS und machte sich mit einer eigenen Beratungsfirma im Bereich Medienarbeit, Sponsoring und Promotion selbständig. Parallel dazu war sie als freie Mitarbeiterin für Zeitungen und Zeitschriften tätig. Zwischendurch, von 2005 bis 2007, war sie als Redaktorin der Regionalausgabe linkes Zürichseeufer des Tages-Anzeigers tätig, ehe sie sich wieder ihrer selbständigen Arbeit widmete.
Sie erlag am 25. Mai 2010 einem Krebsleiden. An ihrem Wohnort Thalwil wurde sie begraben. Am 4. Juni 2010 fanden sich an der Abdankung in der Kirche St. Peter in Zürich über 400 Menschen ein.